# Venator
Venator is een geslacht van spinnen uit de familie wolfspinnen (Lycosidae).

## Soorten
De volgende soorten zijn bij het geslacht ingedeeld:
- Venator marginatus Hogg, 1900
- Venator spenceri Hogg, 1900